# Antropologia evolucionária
Não confundir com Antropologia Evolucionista

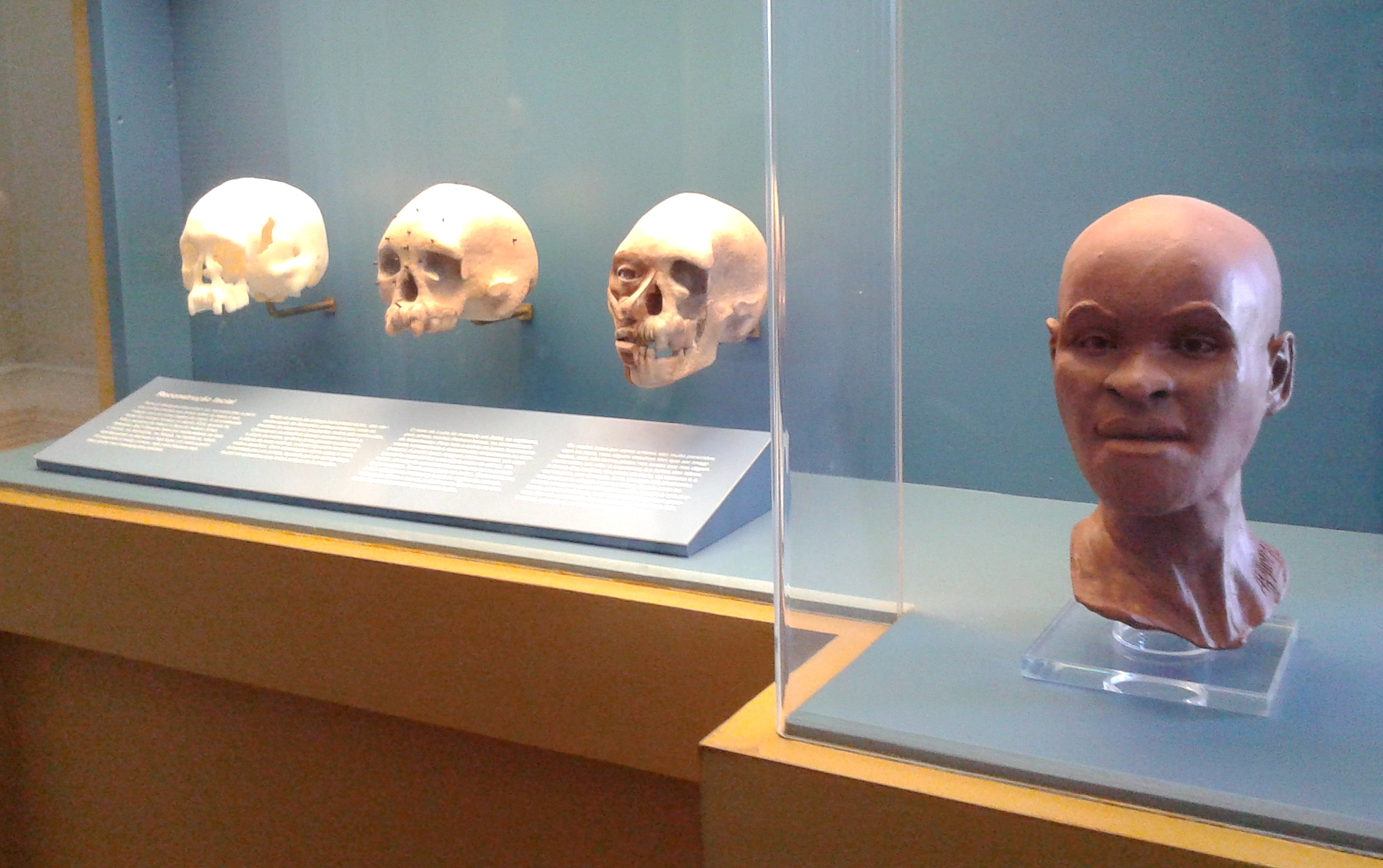
Reconstituição de indivíduo humano de sexo feminino (Luzia) com base nos remanescentes do crânio achado em Lapa Vermelha IV, Lagoa Santa, Minas Gerais. Acervo de Antropologia Biológica do Museu Nacional/UFRJ, Rio de Janeiro.

Antropologia evolucionária ou evolutiva é o estudo interdisciplinar da evolução da fisiologia humana e do comportamento humano e a relação entre hominídeos e primatas não hominídeos. A antropologia evolucionária é baseada nas ciências naturais e nas ciências sociais . Vários campos e disciplinas da antropologia evolucionária são:
- Evolução humana e antropogenia.
- Paleoantropologia e paleontologia de primatas humanos e não humanos.
- Primatologia e etologia de primatas .
- A evolução sociocultural do comportamento humano, incluindo abordagens filogenéticas da linguística histórica.
- A psicologia evolutiva e a evolução linguística dos seres humanos.
- O estudo arqueológico da tecnologia humana e as mudanças ao longo do tempo e no espaço.
- Evolução genética humana e mudanças no genoma humano ao longo do tempo.
- A neurociência, endocrinologia, e neuroantropologia de ações e capacidades humana e cognição primata, cultura e.
- Ecologia comportamental humana e a interação dos seres humanos e o meio ambiente.
- Estudos de anatomia humana, fisiologia, biologia molecular, bioquímica e diferenças e mudanças entre espécies, variação entre grupos humanos e relações com fatores culturais.
- Entender como a cultura e os genes coevoluem, a Teoria da Dupla Herança foi desenvolvida com este propósito[2].

A antropologia evolucionária está preocupada com a evolução biológica e cultural dos seres humanos, passado e presente. Baseia-se em uma abordagem científica e reúne áreas como arqueologia, ecologia comportamental, psicologia, primatologia e genética. É um campo dinâmico e interdisciplinar, baseado em muitas linhas de evidência para entender a experiência humana, passada e presente.
Estudos de evolução biológica geralmente dizem respeito à evolução da forma humana. A evolução cultural envolve o estudo de mudanças culturais ao longo do tempo e no espaço e frequentemente incorpora modelos de transmissão cultural. A evolução cultural não é a mesma que a evolução biológica, e que a cultura humana evolui a transmissão de informações culturais, que se comportam de maneiras bem distintas da biologia e genética humanas. O estudo das mudanças culturais é cada vez mais realizado por meio de cladísticas e modelos genéticos.